# حنان لاشين
حنان لاشين هي كاتبة مصرية ولدت عام 1971م، صدر لها عدة مؤلفات في المجال الاجتماعي تنوعت بين الكتب والروايات.

## عنها
حنان لاشين هي كاتبة روائية مصرية حاصلة على بكالوريوس الطب البيطري من جامعة الإسكندرية، وهي عضو اتحاد كتاب مصر، نُشرت لها عدة مقالات في موقع «طريق الإسلام» وموقع «صيد الفوائد» وعلى شبكة الألوكة ومجلة «ممكن» الشبابية وكذلك مجلة «ببساطة» الإلكترونية.
قامت بكتابة قصة وسيناريو المسلسل الإذاعي «أنس في بلاد العجائب» الذي سُجِّل على موقع عمرو خالد بطولة الفنان وجدي العربي والفنان عمرو القاضي، وقامت أيضا بكتابة «مسافر زاده القرآن» و«مذكرات صائم» وهي حلقات مسلسلة يومية سُجِّلت وعُرضَت على نفس الموقع في رمضان. كما حازت على المركز الأول في مسابقة قصص الخيال العلمي بموقع عمرو خالد عام 2005، حيث شاركت برواية «السرداب» عن العالم العربي «ثابت بن قرّة».

## مؤلفاتها
- كوني صحابية (مجموعة مقالات دعوية باللغة العربية).
- ممنوع الضحك (كتاب ساخر بالعامية المصرية).
- منارات الحب (مقالات توعويّة للمقبلين على الزّواج وعن كيفيّة اختيار شريك الحياة)
- قطار الجنة (مجموعة قصصية للأطفال)[5]
- غزل البنات (رواية)
- الهالة المقدسة (رواية)
- سباعية «مملكة البلاغة» (سلسلة روايات)

## سباعيه مملكة البلاغة
سلسلة روايات خيالية من سبعة أجزاء نُشر أولها عام 2017 وآخرها عام 2025، وتدور أحداثها في «مملكة البلاغة» وهي مملكة تتكون من عوالم مختلفه وفيها الكتب حية تتنفس وتعيش وتشعر بالناس وتقوم باستدعاء محاربين من القراء الذين يؤمنون بالقيم المكتوبة فيها عن طريق كتب قديمة موجودة في الواقع تختار القاريء وتظهر له رمزا ثم تحمله الصقور وتنقله بطريقة خاصة من عالمه لأرض المملكة ليقوم بالدفاع عن تلك القيم ويسترد الكتاب كلماته التي اختفت منه ثم يعود لحياته بعد أداء مهمته.
ولاسم كل رواية دور هام في الأحداث، ومع أن كل جزء مكمل للآخر ومرتبط به إلا أن أحداث وأماكن وشخصيات كل جزء مختلفة عن الآخر، لكن تسعى الكاتبة لإيصال نفس المغزى والوصول إلى ذات الهدف، وتحاول تسليط الضوء على الجوانب الغامضة في أعماق النفس البشرية، وما يتمخض عن ذلك من مغامرات مثيرة، وصراعٍ بين الخير والشر.
1. إيكادولي: وهي كلمة نوبية معناها أحبك، صدرت عام 2017.[7] الرّواية تُناقش الحبّ وما يعتري النّفس البشريّة عندما تتعرّض له، وتعكس الضّوء على الحضارة النّوبيّة، ويلتقي البطل «أنس» بشخصيّات نوبيّة، حيث تدور أحداث شائقة تقوده لاكتشاف عبارات الحبّ العشرة للأمير النّوبي «أواوا» الّّي كتبها ليُخلّدها التّاريخ، وتتحدث عن الحبّ والعفاف، وكيف يرتقي المُحبّ بروحه ليترفّع عن الخطيئة.
2. أوبال (حجر ثمين متلألئ يظهر ألوان الطيف): صدرت عام 2018 تدور أحداث الرواية حول «حبيبة»، وهي الشّقيقة الصّغرى لـ«أنس»، تخوض غمار المغامرات في ربوع «مملكة البلاغة» جنباً إلى جنب مع شاب يدعى «يوسف»، وهو مفكر وكاتب مرموق، والذي انتقل للمملكة رغمًا عنه بينما كان يجلس في غرفته، ويلتقي فجأة بشخصيّات رواياته الّتي كتبها هناك في رحاب مملكة البلاغة، ويتعاون مع حبيبة من أجل الدفاع عن مبادئها وأفكارها، واسترجاع كتابها «أيجيدور»، وهي كلمة نوبيّة معناها ساعدني، وتتشابك الأحداث بعد ذلك لتقود القارئ إلى عالم من العجائب والمغامرات المثيرة.[6]
3. أمانوس (اسم جبل في تركيا من سلسلة جبال النّور): صدرت عام 2019،[8] وهناك يبدأ الجيل الثّاني من أبناء «أنس» و«حبيبة»، حيث تُفتح ممرّ من الممرّات التي تربط بين مملكة البلاغة وعالمنا، ويُسحب «خالد» وهو أحد أبناء «أنس» إليها ويختفي فجأة، ليظهر لأخيه كتابه الّذي اختاره بعنوان «أوري» وهي كلمة نوبية تعني جناحين، لتبدأ رحلته العجيبة لإنقاذ أخيه، الّذي كان يختفي في شخصيات هناك بالمملكة، تُناقش الرّواية عدّة قضايا مثل العنصريّة، الحبّ، الصّراع على الملك، الخيانة، الأخوّة، والتّرابط بين أفراد الأسرة الواحدة.
4. كويكول: «كويكول»، صدرت عام 2020 و«كويكول» أو جميلة كما يطلقون عليها الآن هو اسم مدينة أثرية رومانيّة تاريخية تقع شمال شرقي الجزائر بولاية سطيف، وهو عنوان الرواية التي تدور أحداثها هناك على أرضها، هي الجزء الرابع من سلسلة «مملكة البلاغة»، صدرت عام 2020، يتحدث هذا الجزء «الحرّية» والتّحكم في مصائر الآخرين، سلَّطت الكاتبة في جانب منها على أهمية وجمال الحضارة الأمازيغيّة وكذلك القيم الإنسانية والترابط الأسري حيث انتقلت عائلة أبادول بالكامل إلى هناك، وتضمُّ الرواية بين سطورها كمًا كبيرًا من المعلومات، وتتشابك أحداثها وترتبط في بعض المواقع بأحداث ذُكرت في الأجزاء الثلاثة الأولى من السلسلة، بمغامرة ومهمة جديدة تخوضها عائلة «أبادول» في مملكة البلاغة.[9]
5. سُقُطرى: صدرت عام 2021 تدور الأحداث على جزيرة سُقُطرى اليمنيّة، وأبطالها من عائلة واحدة هي عائلة السيد توفيق الملقب بالسيّد (أبادول)، حيث يظهر رتبة جديدة من المحاربين لهم دور مختلف في رحاب مملكة البلاغة، وعلى أرض الواقع، وهم المستكشفون. تبدأ الرّحلة عندما يظهر أحدهم فجأة في بيت «أبادول» لتبدأ المغامرة، وتتوالى الأحداث الّتي تختلف تمامًا عن الأحداث السّابقة، لتظهر أسرار أخرى من أسرار مملكة البلاغة العجيبة،وتحكي الرواية قصة سقطري، وهو شاب يحب القراءة والتعلم. يُدعى سقطري إلى مملكة البلاغة من قبل السيد بلاغة، قائد المملكة، ليتعلم فن البلاغة ويساعد في حماية المملكة من قوى الشر.[10]
6. سيروش:[11] صدرت عام 2024 تدور أحداث رواية سيروش تدور حول شاب مصري يدعى سيروش، والذي يكتشف فجأة أنه مختلف عن البشر الآخرين. لديه قدرات خارقة تجعله قادرًا على التحكم في الضوء والطاقة
7. أبادول:صدرت عام 2025  تدور احداث الرواية حول الجد ابادول و تعرض لنا بعض ما مر به و بالاخص رحلته كمحارب الى مملكة البلاغة